# 박철우 (축구 선수)
박철우(朴哲佑, 1997년 10월 21일 ~ )는 대한민국의 축구 선수로, 포지션은 왼쪽 풀백, 왼쪽 윙어이며, 수원 FC 소속으로 현재 김천 상무로 군 복무 중이다.

## 구단 경력
2022년 1월 5일, K리그1의 수원 FC로 이적하였다.
2024 시즌 9라운드 광주 원정 경기에서 좋은 수비와 활발한 공격가담을 보여주었으며, 특히 후반 추가시간에 흘러나온 공을 파이널 서드까지 운반한 이후 경합상황에서 집요하게 볼다툼한 끝에 넘어지면서 이승우에게 공을 연결했고, 김태한의 극장골까지 이어졌다. 라운드 베스트 XI에 선정됐다. 24라운드 인천 원정 경기에서 79분 K리그1 데뷔골을 만들어내며 팀의 4 – 1 승리에 기여했다.